# Efor iz Kime
Efor iz Kime (grčki Ἔφορος, Éphoros) (Kima, Mala Azija, oko 400. pr. Kr. – ?, oko 340. pr. Kr.), starogrčki povjesničar. Autor je prva pregleda svjetske povijesti Ἱστορίαι (hrv. Povijest). Napisao ga je u 29 cijelih knjiga. Zadnju 30. knjigu nije dovršio za života, nego ju je dovršio njegov sin Demofil. Od djela su ostali samo odlomci. Prostorno, djelo obuhvaća povijest Grčke i Istoka. Vremenski obuhvat je od povratka Heraklida na Peloponez do opsade Perinta, što odgovara razdoblju od 12. st. pr. Kr. do 340. pr. Kr. Ubraja se u najpopularnija povjesničarska djela starog vijeka. Puno pisaca iz budućih vremena služilo se njime kao vrelom. Efor je autorom ljetopisa grada Kime te rasprave o stilu i izumima. Njegovi su zapisi korisni i za proučavanje hrvatskih krajeva, pa među ostalim od Efora se doznaje za starovjekovnu rijeku Farion na Hvaru. Izvorno djelo mu nije sačuvano, ali budući da su se njime služili njegovi pisci, znamo o njegovom izgubljenom djelu. Stjepan Bizantinac u 6. st. u svom zemljopisnom leksikonu pod naslovom Ethnika spominje otok Far u Jadranu, istoimenu rijeku na tom otoku, otok je naseobina Parana i poziva se na Eforovu 28. knjigu.